# Lingua proto-iranica
La lingua proto-iranica è la protolingua antenata delle lingue iraniche, quali il persiano, il pashtu, il sogdiano, lo zazaki, l'osseto, il mazandarani, il curdo, il talish ecc. Si presume che fosse parlata dalle popolazioni proto-iraniche,  solitamente associati alla cultura di Andronovo, attorno il II millennio a.C.

## Caratteristiche linguistiche
Come molte altre protolingue, il proto-iranico non è direttamente attestata, ma è stata ricostruita attraverso i metodi della linguistica comparata applicata alle lingue iraniche e come queste ultime era una lingua satem.

### Corrispondenze fonologiche
| PIE | PIE | Av    | PIE                    | Av                 |
| --- | --- | ----- | ---------------------- | ------------------ |
| *p  | →   | p     | *ph₂tḗr "padre"        | pitar- "padre"     |
| *bʰ | →   | b     | *bʰréh₂tēr "fratello"  | bratar- "fratello" |
| *t  | →   | t     | *túh₂ "tu"             | tū- "tu"           |
| *d  | →   | d     | *dóru "legno"          | dāuru "legno"      |
| *dʰ | →   | d     | *dʰoHneh₂- "grano"     | dana- "grano"      |
| *ḱ  | →   | s     | *déḱm̥t "dieci"         | dasa "dieci"       |
| *ǵ  | →   | z     | *ǵónu "ginocchio"      | zānu "ginocchio"   |
| *ǵʰ | →   | z     | *ǵʰimós "freddo"       | ziiā̊ "tempesta"    |
| *k  | →   | x ~ c | *kruh₂rós "sanguinoso" | xrūda "sanguinoso" |
| *g  | →   | g ~ z | *h₂éuges- "forza"      | aojah "forza"      |
| *gʰ | →   | g ~ z | *dl̥h₁gʰós "lungo"      | darəga- "lungo"    |
| *kʷ | →   | k ~ c | *kʷós "chi"            | kō "chi"           |
| *gʷ | →   | g ~ j | *gʷou- "vacca"         | gao- "vacca"       |

| Proto-iranico            | Avestico | Antico persiano     | Persiano                    | Zazaki        | Curdo                          | Sanscrito vedico |
| ------------------------ | -------- | ------------------- | --------------------------- | ------------- | ------------------------------ | ---------------- |
| *pHtā́ "padre"            | pitār    | pidar               | پدر pedār                   | pi/pêr        | bav                            | pitā́             |
| *máHtā "madre"           | mātar    | mādar               | مادر mādar                  | ma/mare       | dayk                           | mātár-           |
| *Hácwah "cavallo"        | aspa     | asa (parola nativa) | اسب asb (< medo)            | astor         | hesp                           | áśva             |
| *bagáh "porzione, parte" | baγa     | baga (divinità)     | باج bâj (tassa)             |               | parçe                          | bhága            |
| *bráHtā "fratello"       | brātar   | brātā               | برادر barâdar               | bırar         | bira(der)                      | bhrā́tr̥           |
| *búHmiš "terra"          | būmi     | būmiš               | بوم bum                     | bûm           |                                | bhū́mi            |
| *mártyah "mortale, uomo" | maṣ̌iia   | martiya             | مرد mard (uomo)             | merde, merdım | mêr(d) (uomo)                  | mártya           |
| *mā́Hah "luna"            | mā̊       | māha                | ماه mâh (luna, mese lunare) | aşme          | mang (luna), meh (mese lunare) | mā́sa             |
| *wáhr̥ "primavera"        | vaŋri    | vahara              | بهار bahâr                  | wesar         | bihar                          | vāsara "giorno"  |
| *Hr̥táh "verità"          | aša      | arta                | راست râst (corretto)        | raşt          | rast                           | r̥tá              |
| *drúkš "falsità"         | druj     | drauga              | دروغ dorugh (bugia)         | zûr           | diro, derew (bugia)            | druh-            |
| *háwmah "succo"          | haoma    | hauma-varga         | هوم hum                     | hum           |                                | sóma             |

## Evoluzione
In meno di due millenni, dalla lingua proto-indoeuropea discese la lingua proto-indoiranica, da cui si evolse la lingua proto-iranica. Si stima che in meno di un millennio, dal proto-iranico discesero le lingue iraniche antiche, tra queste le lingue attestate sono due: l'avestico e l'antico persiano. Tuttavia, la maggior parte delle lingue iraniche oggi attestate non discende dalle suddette lingue, pertanto devono essere esistite altre varietà linguistiche iraniche non attestate, i cui discendenti sono emersi nella documentazione scritta solo più tardi. Ad ogni modo, il rapporto filogenetico tra l'avestico e l'antico persiano è ancora dibattuto, poiché non è possibile escludere che le due lingue possano essere parte di due gruppi iranici differenti. Inoltre, è stata avanzata l'ipotesi che alcune caratteristiche tipiche dell'antico iranico non fossero ancora presenti nel proto-iranico, ma, in accordo con la teoria delle onde, che si siano diffuse attraverso un continuum dialettale antico iranico.

## Fonologia

### Laringali
È probabile che le consonanti laringali proto-indoeuropee siano state mantenute nelle lingue indo-iraniche sino a un'epoca abbastanza tarda almeno in alcune posizioni. Tuttavia, la laringale sillabica ( *H̥ ) è caduta nelle sillabe non iniziali.

### Liquide
Il cambiamento *l > *r è ampiamente diffuso in tutte le lingue indoiraniche. Infatti, non appare sia in sanscrito vedico che in avestico. Nonostante ciò, come altre lingue indoeuropee, diverse lingue iraniche moderne – tra cui il persiano, il curdo e lo zazaki – in molte parole possiedono ancora /l/. Fra queste vi sono, ad esempio, il persiano lab ("labbro"), līz- ("leccare") e gulū ("gola"), lo zazaki lü ("volpe"). Questa conservazione, tuttavia, non è sistematica e probabilmente la sua diffusione è stata ridotta a causa di prestiti interdialettali di forme in r e, in alcuni casi, dal prestito di parole da altre lingue iraniche occidentali.

### Debuccalizzazioni
La debuccalizzazione *s > *h si verificava quando questo suono non era preceduto da *k, *n, *p, *t o seguito da *t. Per questa ragione il toponimo Susa in antico persiano era diventato Huša. Questo cambiamento fonetico è presente in tutte le lingue iraniche, ma non è da escludersi che sia sviluppato in una fase successiva al proto-iranico.

### Occlusive aspirate
Le occlusive aspirate proto-indoiraniche *pʰ, *tʰ e *kʰ furono spirantizzate in *f, *θ e *x nella maggior parte delle lingue iraniche. Tuttavia, sembrano essersi mantenute in parachi, in alcune varietà del curdo e nelle lingue saka (ad esempio in khotanese, in tumshuqese e in wakhi), mentre in beluci sembrano essersi fuse con le consonanti aspirate atone. Nel caso delle lingue saka questa modifica fonetica è probabile legata a un'influenza secondaria subita da parte del pracrito attestato in Gāndhārī.

### Altre modifiche fonetiche
Le palatovelari proto-indoeuropee *ḱ, *ǵ (e *ǵʰ) si trasformarono nelle affricate *ć, *dź in proto-indoiranico. In una fase successiva si verifico la trasformazione *c, *dz > *s, *z, cambiamento attestato in avestico e nella maggior parte delle lingue iraniche più recenti. Viceversa, il persiano antico mostra /θ/ e /d/ invece di /s/ e /z/, mentre le lingue nuristani hanno mantenuto le affricate. Ad ogni modo, la modifica *c > *s deve risalire a un'epoca successiva allo sviluppo *s > *h, poiché queste nuove *s non sono state influenzate dalla suddetta modifica.
Il cambiamento *cw > *sp non è presente in tutte le lingue iraniane; infatti, il persiano antico e i suoi discendenti, e forse anche il curdo e il beluci, mostrano /s/, mentre le lingue saka mostrano /š/. Viceversa, tutte le altre lingue iraniche hanno /sp/, o una sua ulteriore modifica (ad esempio, l'osseto /fs/).
Il cambiamento *θr > *c è tipico del persiano antico e dei suoi discendenti e, probabilmente, anche in curdo e in beluci. Viceversa, l'avestico e della maggior parte delle altre lingue iraniche non hanno subito questa modifica.

## Dialetti
Il linguista Prods Skjærvø ha postulato che il proto-iranico si fosse suddiviso almeno in quattro dialetti, due dei quali presentano attestazione scritta:
1. Antico iranico nordoccidentale (non attestato)
2. Antico iranico nordorientale (non attestato)
3. Antico iranico centrale (attestato)
4. Antico iranico sudoccidentale (attestato)